# Biblioteca Județeană „Alexandru și Aristia Aman” Dolj
Biblioteca Județeană „Alexandru și Aristia Aman” Dolj este o instituție de cultură din Craiova, județul Dolj.

## Istoric
Alexandru Aman, fratele mai mare al pictorului Theodor Aman, împreună cu soția sa, Aristia Aman, au pus bazele primei biblioteci publice din Craiova. Prin testamentul său din 14 noiembrie 1884, Alexandru Aman a donat întreaga colecție de tablouri originale ale familiei sale, obiecte de artă și piese de mobilier pentru a se înființa o bibliotecă publică și un muzeu în Craiova. Aristia Aman, născută Lăceanu, a menționat același lucru în testamentul său din 14 mai 1901, prin care și-a donat toate proprietățile din strada Kogălniceanu Primăriei Municipiului Craiova, pentru a se înființa o bibliotecă publică și o galerie de tablouri.
În data de 21 decembrie 1908, în prezența ministrului Instrucțiunii Publice și Cultelor, Spiru Haret, a fost inaugurată Fundația „Alexandru și Aristia Aman”, patronată de Primăria Craiovei și compusă din trei secții: bibliotecă, pinacotecă și muzeu. Biblioteca a început să funcționeze cu un număr mic de volume (2523) donate de fondatori, lucrări de literatură, artă, istorie, drept, filosofie, în limbile română, franceză, greacă și latină, moștenite de familia Aman, fie achiziționate de Alexandru Aman în perioada studiilor la Paris, fie cumpărate din țară sau primite în timpul vieții sale.
Colecțiile bibliotecii au fost completate în timpul directorului Theodor Popescu, profesor de limba română la Colegiul „Carol I” din Craiova și în timpul directorului Ștefan Ciuceanu, profesor de istorie la aceeași școală. De asemenea, s-au realizat multe achiziții și s-au primit donații de la diverse instituții culturale, științifice sau persoane particulare. Prima instituție care a donat un număr semnificativ de volume bibliotecii din Craiova a fost Academia Română.
Pe 1 septembrie 1921, poeta Elena Farago a fost numită la conducerea Fundației Aman. A fost momentul în care fundația a devenit treptat un loc de artă și cultură, un salon literar, vizitat de personalității ale epocii. În acest context, o donație importantă de carte a fost făcută de Nicolae P. Romanescu, om politic și fost primar al Craiovei.
Până în 1950 biblioteca a fost patronată de primăria locală. Începând cu 1 noiembrie 1950, a devenit bibliotecă regională până în 1968, apoi municipală, iar din 1974 județeană. În 1991 i s-a atribuit numele fondatorilor Alexandru și Aristia Aman. În perioada 1998-2000, Casa Aman și clădirea anexă au fost consolidate și modernizate cu sprijinul Consiliului Județean Dolj.

## Colecții speciale
Constituită încă de la începutul Fundației „Alexandru și Aristia Aman”, această colecție s-a îmbogățit permanent, numărând în prezent peste 40.000 de volume de carte de fond tradițional. Bazele colecției au fost puse de Alexandru și Aristia Aman, care au lăsat prin testament 150 de volume, la care s-au adăugat ulterior donațiile fostului primar al Craiovei, Nicolae Romanescu (4000 de volume), din perioada secolelor al XVI-lea - al XVII-lea, majoritatea în limba franceză, precum și alte donații din bibliotecile particulare ale unor familii și personalități ale epocii (Carol I, George Bengescu, Nicolae Gr. Racoviță, Caton Theodorian). Fondul de bază al colecțiilor speciale este alcătuit din manuscrise din sec. al XVII-lea - al XVIII-lea, aparținând școlii copiștilor din Bistrița Năsăud: carte veche românească (până la 1830), carte veche străină, în limbile: latină, germană, franceză, italiană, engleză (până la 1800); carte modernă românească (din 1831 până la 1918), carte modernă străină (din 1801 până la 1850), cărți cu autografe, cărți bibliofile prin formă și realizare, ediții princeps, periodice vechi românești și străine (până la 1918), periodice interbelice românești (până la 1947) și străine (până la 1945), ex-libris-uri (un număr de 1740), vederi și cărți poștale.

### Tipărituri ale bibliotecii - selecție
- Grecu C. - Meridian 1934-1946. Indice bibliografic. Craiova, 1973, 23 p.;
- Biblioteca Județeană Dolj - Ghid întocmit și prefața de Tudor Nedelcea. Craiova, 1976, 32 p.;
- Nedelcea, T.; Ciorcan, M. - Publicații periodice din Oltenia: Catalog (ziare, gazete, reviste) 1838-1976, Craiova, 1976, 120 p.;
- Nedelcea, T. - 70 de trepte. Craiova, 1978, 97 p.;
- Elena Farago: Sesiune de comunicări. Centenarul nașterii poetei 28-29 martie 1978. Craiova, 1979, 116 p.;
- Nedelcea, T.; Ciorcan, M. - Publicații periodice din Oltenia: Catalog. Almanahuri. Anale. Anuare. Calendare. Dări de seamă. Rapoarte. Situații. Adenda. Craiova, 1992, 116 p.;
- Catană, M. - Condeiul: Indice bibliografic. Craiova, 1992, 41 p.;
- Braun, G.; Leferman, M. - Autografe și dedicații în colecțiile bibliotecii „Alexandru și Aristia Aman” din Craiova, 1834-1946: Catalog selectiv. Craiova, 1998;
- Andrei, N.; Braun, G.; Zimbler, A. - Institutul de editură și arte grafice Samitca din Craiova. Craiova, 1998, 105 p.;
- Leferman, M.; Catană, M. - Elena Farago: 1878-1954. Craiova, 1999, 40 p.;
- Boboc, A.; Dudău, M. - Donația Caton Theodorian în colecțiile Bibliotecii Județene „Alexandru și Aristia Aman”. Craiova, Biblioteca Județeană Aman, 2009;
- Urziceanu, F.; Dumitrescu, L. - Presa doljeană de ieri și azi: catalog. Craiova, Beladi, 2009;
- Dumitrescu, L.; Popescu, D. - Craiova: Bibliografie selectivă (1838-2009). Craiova, Beladi, 2010.

## Evenimente culturale anuale
- Ziua Culturii Naționale
- Zilele Olteniei
- Zilele Marin Sorescu
- Zilele Elena Farago
- Pe aripile poeziei (concurs de poezie)
- Cărticica pentru prichindei și copii mai măricei
- Învățăm la bibliotecă
- Festivalul de literatură transdanubiană
- Fun in Summer
- Zilele Bibliotecii „Alexandru și Aristia Aman” Dolj
- O noapte în bibliotecă
- O poveste pentru tine (concurs de creație în limba engleză)
- Expoziții de artă plastică organizate în cadrul Galeriei de Artă
- Festivalul Internațional Alexandru Macedonski
- Story Time
- Împreună pentru un mediu mai curat